# Jules Verne
Jules Verne (Nantes, 8 februari 1828 – Amiens, 24 maart 1905) was een Frans auteur van avontuurlijke reisbeschrijvingen met nieuwe technieken, naar vele delen van de aarde en naar onbekende gebieden zoals de diepzee, het binnenste van de aarde en de maan. Vaak wordt Verne gezien als de vader van de sciencefiction. Dit komt waarschijnlijk door het fantastische karakter van zijn verhalen, die echter meestal op toen bestaande kennis geïnspireerd waren. Verne ontkende zelf ronduit, dat hij een futuristisch profeet was en stelde dat het voorspellende karakter toeval was. Of zoals zijn uitgever Jules Hetzel het doel van zijn boeken omschreef: “Onderwijs dat amuseert, amusement dat onderwijst”.

## Levensloop
Jules Gabriel Verne werd geboren als oudste van de vijf kinderen van Pierre Verne, een Parijse advocaat uit een geslacht van juristen, en Sophie Allotte de la Fuÿe. Zijn geboortehuis stond aan een oude kade langs de Loire. Het gezin woonde in een van de betere buurten op het kunstmatige Île de Feydeau, in Nantes. Vader zag graag zijn zoon hem opvolgen, maar Jules' hart trok naar de zee. Zeeman was een veel voorkomend beroep aan moeders kant. Zijn broer Paul koos dit vak. Het verhaal dat Verne alleen in zijn verhalen gereisd zou hebben is onwaar. Zo maakte hij een treinreis naar Schotland en stak met het eerste grote stoom-zeilpassagiersschip, de Great Eastern, de oceaan over voor een bezoek aan Noord-Amerika, onder andere de Niagarawatervallen. Toen hij veel geld verdiend had met zijn boeken kocht hij een luxejacht, de Saint Michel III, met een bemanning van tien koppen, doorkruiste daarmee de Middellandse Zee en maakte reizen naar Engeland, Ierland, Nederland en Scandinavië.

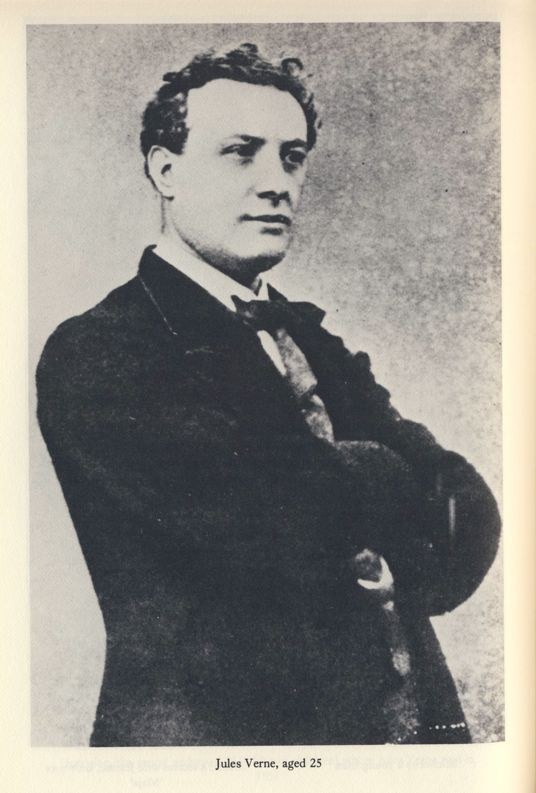
Jules Verne in 1853

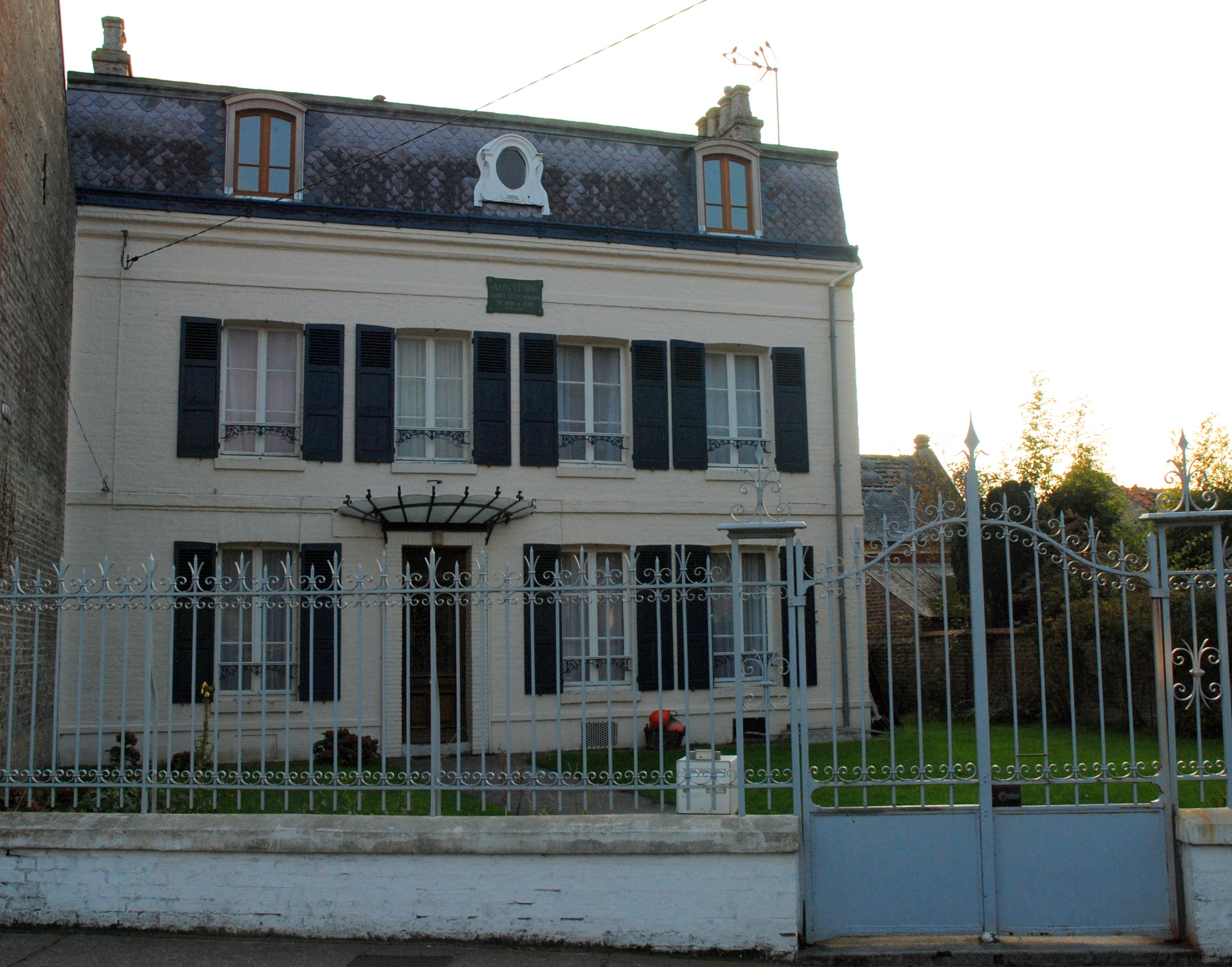
Vernes huis in Le Crotoy (1865-1870)

In 1847 ging hij naar Parijs om rechten te gaan studeren. Hij trouwde in 1857 met Honorine de Viane, een weduwe die al twee dochters had. In 1861 kregen ze een zoon, Michel Jules Verne. Hoewel Verne zijn rechtenstudie had voltooid, wilde hij schrijver worden. Hij schreef komedies in verzen en proza, waarvan sommige werden opgevoerd. In Parijs maakte hij kennis met de bekende auteurs als Alexandre Dumas père en diens zoon, Alexandre fils, die hem schrijfadviezen gaven. Verne verdiende wat als secretaris van het Théâtre Lyrique en vulde zijn inkomen aan door op de effectenbeurs te gaan werken. In 1862 kwam hij in contact met uitgever Jules Hetzel. Deze had het plan een populair wetenschappelijk blad uit te geven. Verne had al korte verhalen gepubliceerd in het geïllustreerd gezinsblad met wetenswaardigheden, Musée de Familles. Hetzels tijdschrift Magasin d’Éducation et Récreation zou de meeste van Vernes romans in afleveringen publiceren en diens reisbeschrijvingen daarna uitgeven in de nieuwe serie Voyages Extraordinaires (in het Nederlands Wonderreizen), waarvoor hij met Verne een contract afsloot van twee tot drie boeken per jaar. De eerst verschenen wetenschappelijke roman, zoals Verne zijn werk zelf noemde, was Cinq semaines en ballon (Vijf weken in een luchtballon). Die roman betekende in 1863 zijn doorbraak en werd in verschillende talen gepubliceerd. Verne was al blij, dat hij nu zijn ideaal en een vast inkomen bereikt had. Hij onderhandelde daardoor niet te scherp met de uitgever, die veel meer aan Vernes romans zou verdienen dan de auteur zelf.
De familie Verne vestigde zich in 1871 in Amiens. Verne werd een beroemd man. Maar thuis waren er zorgen. Zijn huwelijk was niet gelukkig en zijn moeilijke zoon Michel gaf hem veel kopzorgen. Door spanningen uit zijn beginperiode had hij last van zijn maag en aangezichtspijn. Op een avond vuurde een overspannen neef, die hij financieel steunde, laag gericht met een revolver op hem. De wond aan zijn linkerbeen genas onvoldoende. Hij moest daardoor met een stok lopen. 

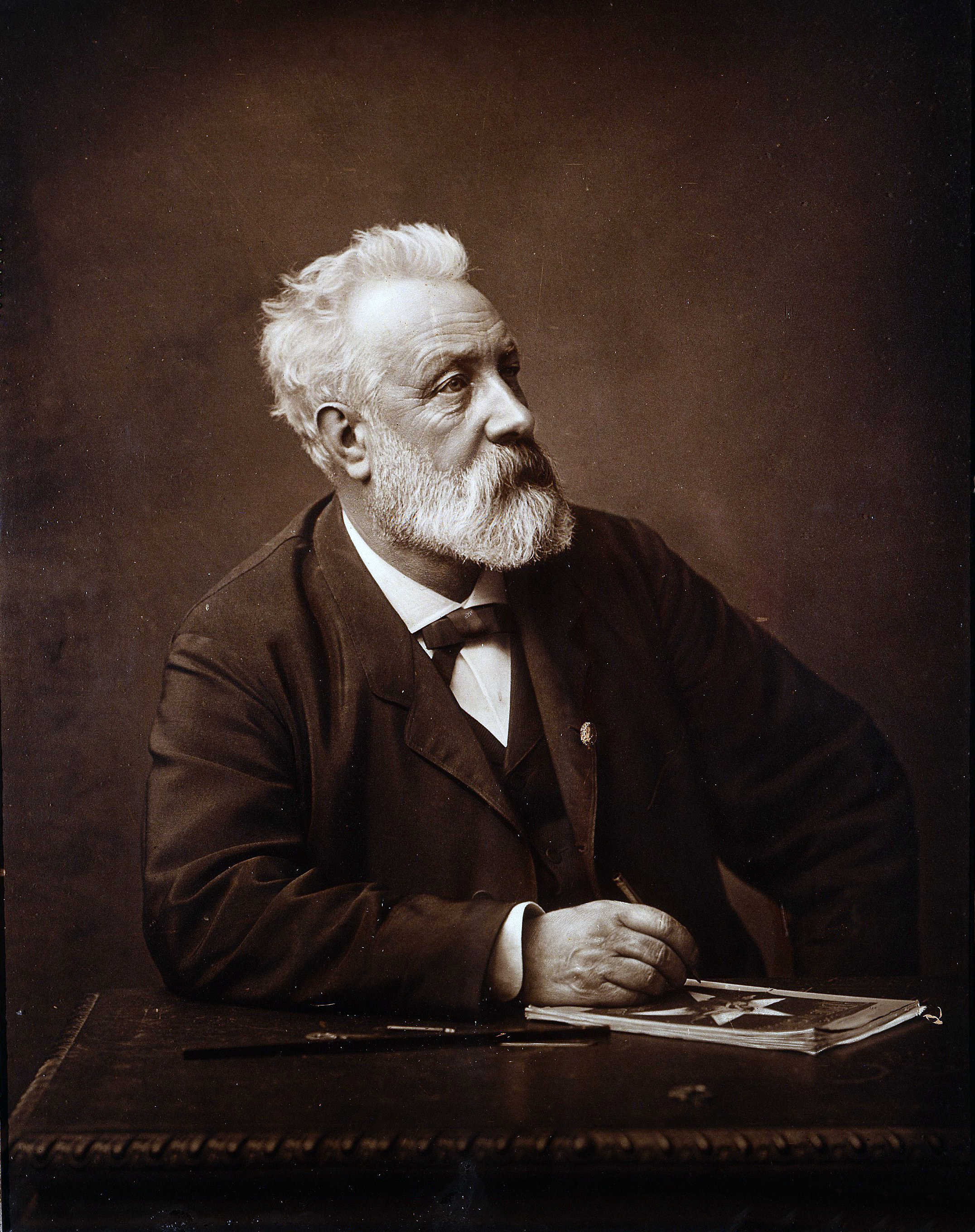
Jules Verne in 1892

Jules Verne zat vanaf 1888 zestien jaar in de gemeenteraad van Amiens voor de Republikeinse partij, waar hij zich inzette voor onderwijs en toneel. Zo liet hij het houten circusgebouw van de stad opnieuw in steen optrekken (Cirque Jules Verne).
Jules Verne overleed te Amiens op 77-jarige leeftijd, zijn graf is te vinden in Amiens. Het Musée Jules Verne is gevestigd in Nantes.

## Werkwijze
Verne had een Spartaanse werkwijze. Hij stond om vijf uur op en werkte daarna aan een boek. Tegen tien uur ging hij naar de beurs. In de middag was hij in een bibliotheek te vinden om zich te documenteren door boeken en tijdschriften, in Nantes in de Bibliothèque Nationale en te Amiens in de leeszaal van de Société Industrielle. Zo vormde hij een verzameling van 20.000 fichekaarten, waaraan hij voor zijn verhalen informatie ontleende. Hij bemoeide zich weinig met het gezin en ging helemaal op in zijn reiswerelden. Verne had een technische belangstelling, maar zijn liefde ging vooral uit naar de geografie. In De kinderen van Kapitein Grant is de geograaf Jacques Paganel de wat verstrooide maar alles wetende metgezel van het reisgezelschap, dat op zoek naar de verloren kapitein door Zuid-Amerika, Australië en Nieuw-Zeeland reist.

## Wetenschap en de verhalen

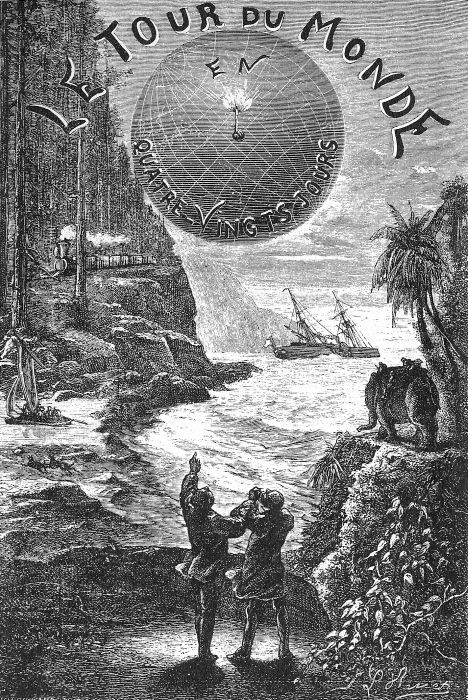
De reis om de wereld in 80 dagen

De belangstelling voor wetenschap en het geloof in technische vooruitgang was groot in de negentiende eeuw. Reisverslagen waren er in overvloed, ook van de eeuw daarvoor. Veel gelezen was bijvoorbeeld de Voyage autour du monde van schrijver, tekenaar, ontdekkingsreiziger, Jacques Arago.
De reis om de wereld in 80 dagen (1873) is Vernes succesvolste roman geweest, later ook door verfilmingen. Tijdens zijn leven waren een half miljoen exemplaren verkocht. Hij verscheen eerst als feuilleton in Le temps. Het reisschema ontleende Verne aan een tijdschriftartikel en aan een boek over een wereldreis, kort daarvoor gepubliceerd door William Perry Fogg, die we als de ondernemende reiziger Phileas Fogg uit het verhaal kennen. Nog lucratiever dan de roem die hij hiermee bereikte waren de inkomsten uit het op het toneel brengen van het verhaal in een groots opgezet spektakelstuk met echte olifanten op het toneel, dat een enorm succes werd.

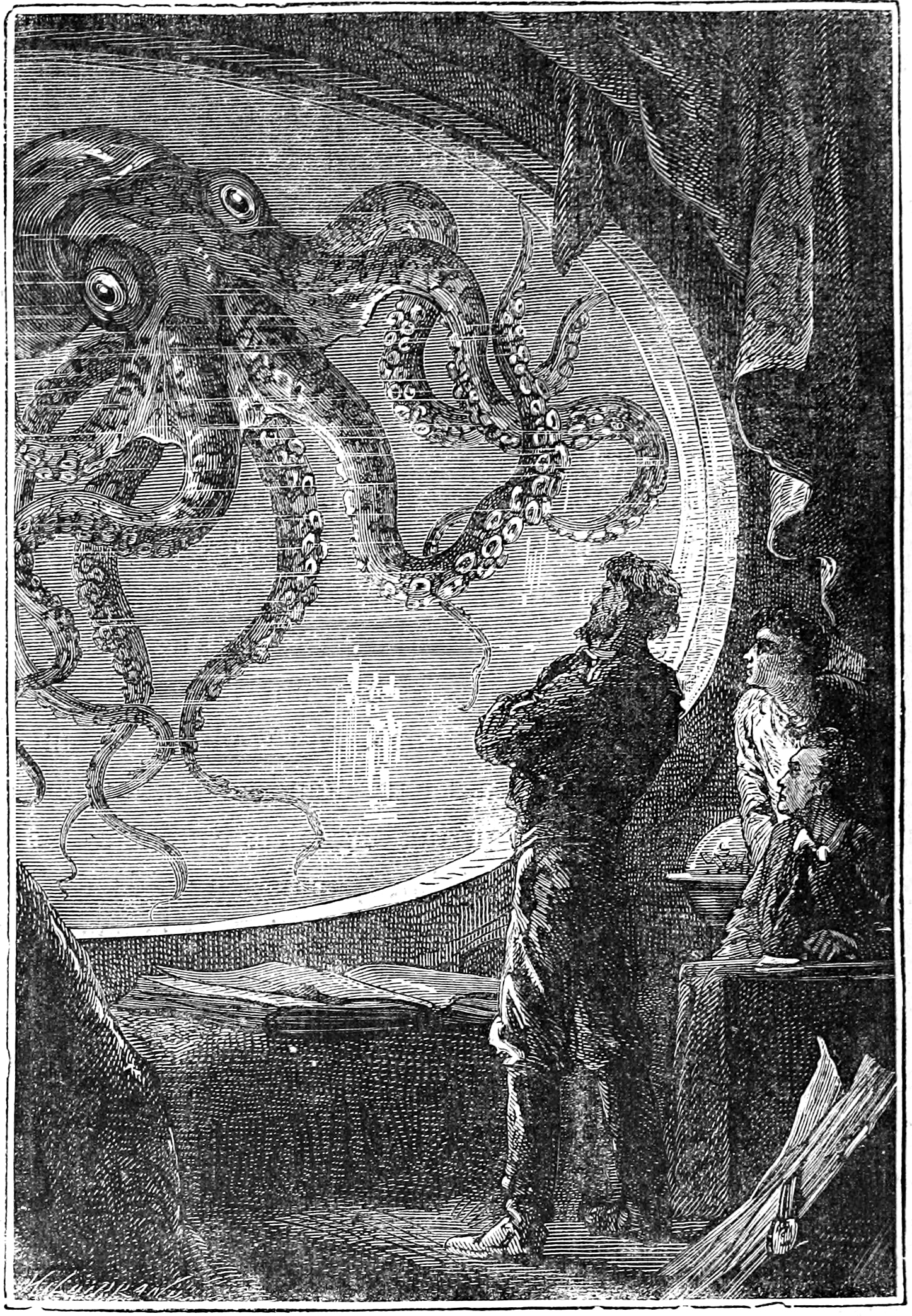
"Voor mijn ogen spartelde een vreselijk monster."
20.000 mijlen onder zee

Frankrijk begon bekend te worden met het begrip onderzeeër. Op de Wereldtentoonstelling van 1867 in Parijs was een model te zien van Le Plongeur (de Duiker), waarop de tekenaar van 20.000 mijlen onder zee zich baseerde. Het vaartuig werkte op samengeperste lucht en bleek zeer onpraktisch. De natuur van de diepzee kon worden bestudeerd in boeken en artikelen. Tijdens het schrijven ontdekte Verne in het dagblad le Petit Journal een vervolgverhaal over een reis met een kleine duikboot aangedreven door elektriciteit. Het was geschreven door een lid van de wetenschappelijke academie van Amiens, Vernes woonplaats. Dat Verne zijn fantasie niet altijd toetste aan de werkelijkheid blijkt uit de beschrijving van de onderzeeër Nautilus. Op de illustraties oogt het vaartuig smal en gesloten, terwijl binnenin grote ruimtes blijken te bestaan voor een bibliotheek, een eetzaal, en een groot rond venster dat uitzicht biedt op de diepzee.
Wetenschappers, meestal eigenwijs en met humor beschreven, maken deel uit van de bemanningen en reisgezelschappen. Daartegenover staat de ingenieur, een allesweter, maar vaak een ondoorgrondelijk en vervaarlijk man. Zoals kapitein Nemo, bedenker en bestuurder van de Nautilus en Robur, schipper van het door elektriciteit voortgedreven luchtvaartuig de Albatros. Dit gestroomlijnde zeppelinachtig luchtschip heeft rijen propellermasten op het bovendek, gevoed door een elektromotor. Een paar jaar voor het verschijnen van Robur de Veroveraar (1886) hadden twee Fransen, Charles Renard en Arthur Krebs een langwerpig luchtschip met een elektrische motor gebouwd.

## Verschillende genres
Niet in alle boeken is een geografische verkenning het onderwerp. Een bekend type roman is de zogenoemde Robinsonade. Volwassenen of jongens belanden op een eiland, waar ze proberen met de beschikbare middelen en hun kennis een bestaan op te bouwen, zoals Robinson Crusoe dat deed. Voorbeelden hiervan zijn Het geheimzinnige eiland en Twee jaar vakantie. Dit laatste is een verhaal geschreven voor kinderen. Ook Een kapitein van vijftien jaar, waarin de jonge held op een verdraaid kompas een avontuurlijke reis maakt, kan hiertoe worden gerekend. In andere verhalen van Verne spelen de gebeurtenissen zich af tegen de achtergrond van een historische gebeurtenis, een spookgeschiedenis of een liefdesverhaal.
Een roman met een politieke strekking is Eldorado en het Monsterkanon van Staalstad van 1879. Hierin worden de bewoners van een vreedzame nieuwe Franse stad geconfronteerd met de dreiging van een nieuwe Duitse stad, geheel gericht op staalproductie. Het enorme kanon, een voorganger van de Dicke Bertha uit de Eerste Wereldoorlog, is daarvan zowel het symbool als het open gevaar. De Frans-Duitse tegenstelling na de oorlog van 1870-1871 is duidelijk de achtergrond van dit verhaal. Een boek met een patriottische inslag en met een waarschuwing is Uit liefde voor de vlag, ook bekend als De gevaarlijke uitvinding van 1896. In het verhaal staat een nieuw enorm explosief mélinite centraal, uitgevonden door de Franse Eugène Turpin. Deze figureert hier als de gek geworden uitvinder Thomas Roch. Uitgever en schrijver werden door Turpin een proces aangedaan, dat zij bijgestaan door de bekende Franse jurist en staatsman Raymond Poincaré wonnen. Ook het werk Parijs in de 20e eeuw uit Vernes beginjaren bevat een scherpe kritiek op een te ver doorgevoerde technische samenleving. Het melodramatische en satirische verhaal was echter onevenwichtig. Uitgever Hetzel wenste dit manuscript daarom niet te publiceren, een beslissing waarmee Verne instemde. Pas in de jaren negentig van de vorige eeuw is de tekst terug gevonden en uitgegeven.

## Toekomstvoorspeller

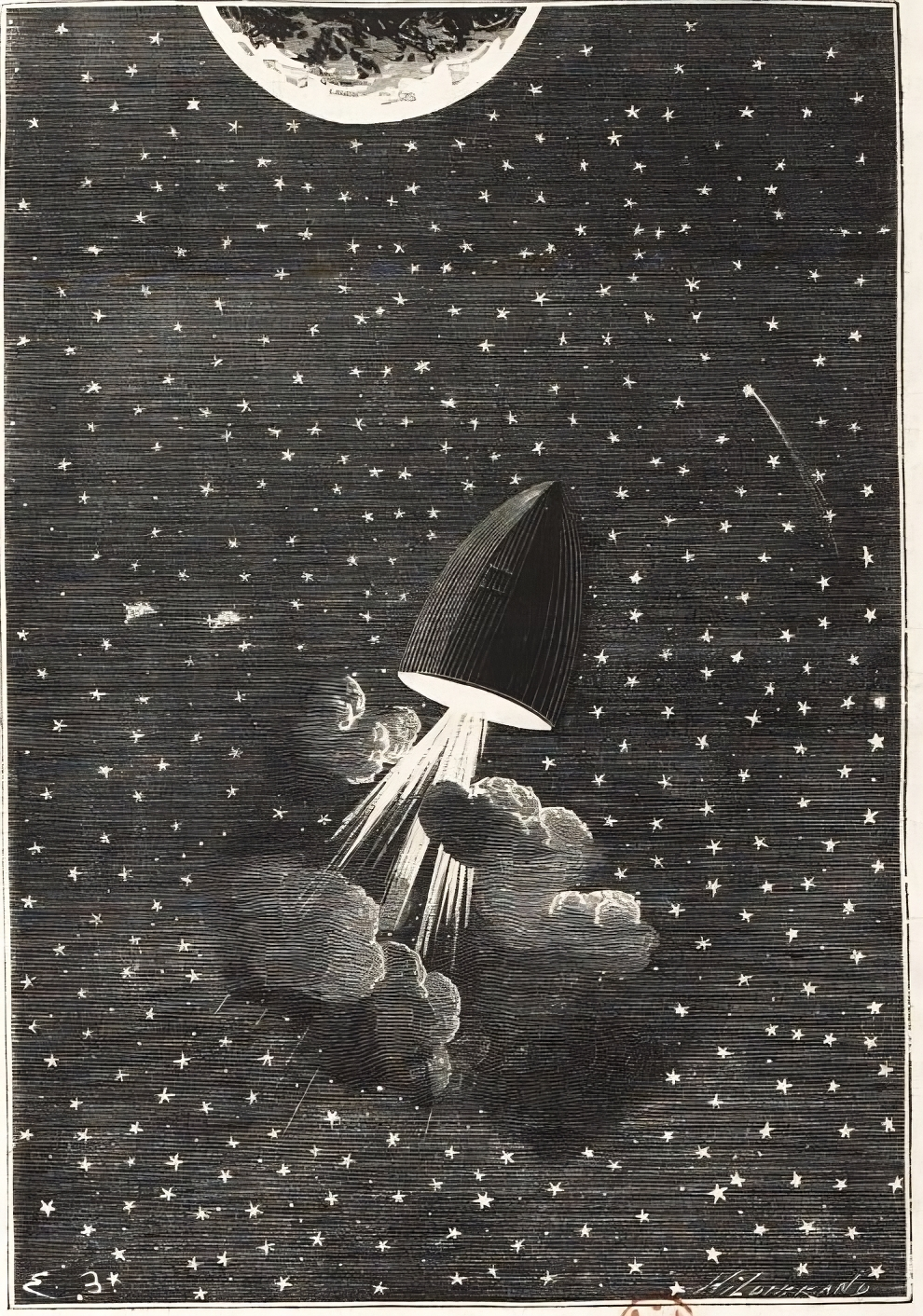
De reis om de maan

Verne is vooral bekend als de schrijver die "de toekomst voorspelde". Hij beschreef in zijn boeken veel zaken die destijds als fantasie werden beschouwd, maar later in een indrukwekkend aantal gevallen werkelijkheid werden. Hij voorzag een reis naar de maan die iets meer dan 100 jaar later voor het eerst gerealiseerd werd tijdens het Apollo-programma. Maar er zijn ook essentiële verschillen tussen dit boek en de ruimtevaart aan te wijzen. Zo worden de maanreizigers van Jules Verne afgeschoten met behulp van een reusachtig kanon en niet gelanceerd met een raket. De maanreizigers landen ook niet op de maan, maar vliegen eromheen om vervolgens terug te keren, iets wat later ook in het Apollo-programma zou gebeuren met Apollo 8 (1968, gepland) en Apollo 13 (1970, ongepland, na een ontploffing aan boord).
Noemenswaardig is dat de plaats van lancering ook in de staat Florida was en de plaats waar Apollo 11 neerkwam op aarde maar enkele kilometers verschilde met de kogel uit het boek van Verne.
Verder voorzag hij onder andere de langeafstandsreizen in luchtballonnen en de tochten van onderzeeboten onder het poolijs.
Zijn gave om deze voorspellingen te doen berustte echter niet alleen op fantasie. Hij was zeer intelligent, was zeer goed op de hoogte van de technische ontwikkelingen van zijn tijd, deed degelijk onderzoek en paste wetenschappelijke logica toe.
Omdat het 19e-eeuwse boeken zijn, is de informatie soms achterhaald. Zo maakt een aantal mensen in Hector Servadac een reis op een komeet. Terwijl de komeet van de aarde weg beweegt, daalt de temperatuur niet verder dan -60 °C omdat Jules Verne veronderstelde (op basis van destijds beschikbare informatie, en ten onrechte) dat dat het absoluut nulpunt is. En in Van de aarde naar de maan voelen de reizigers steeds de zwaartekracht van de aarde, terwijl ze in werkelijkheid gewichtsloos zouden zijn geweest.

## Analyse

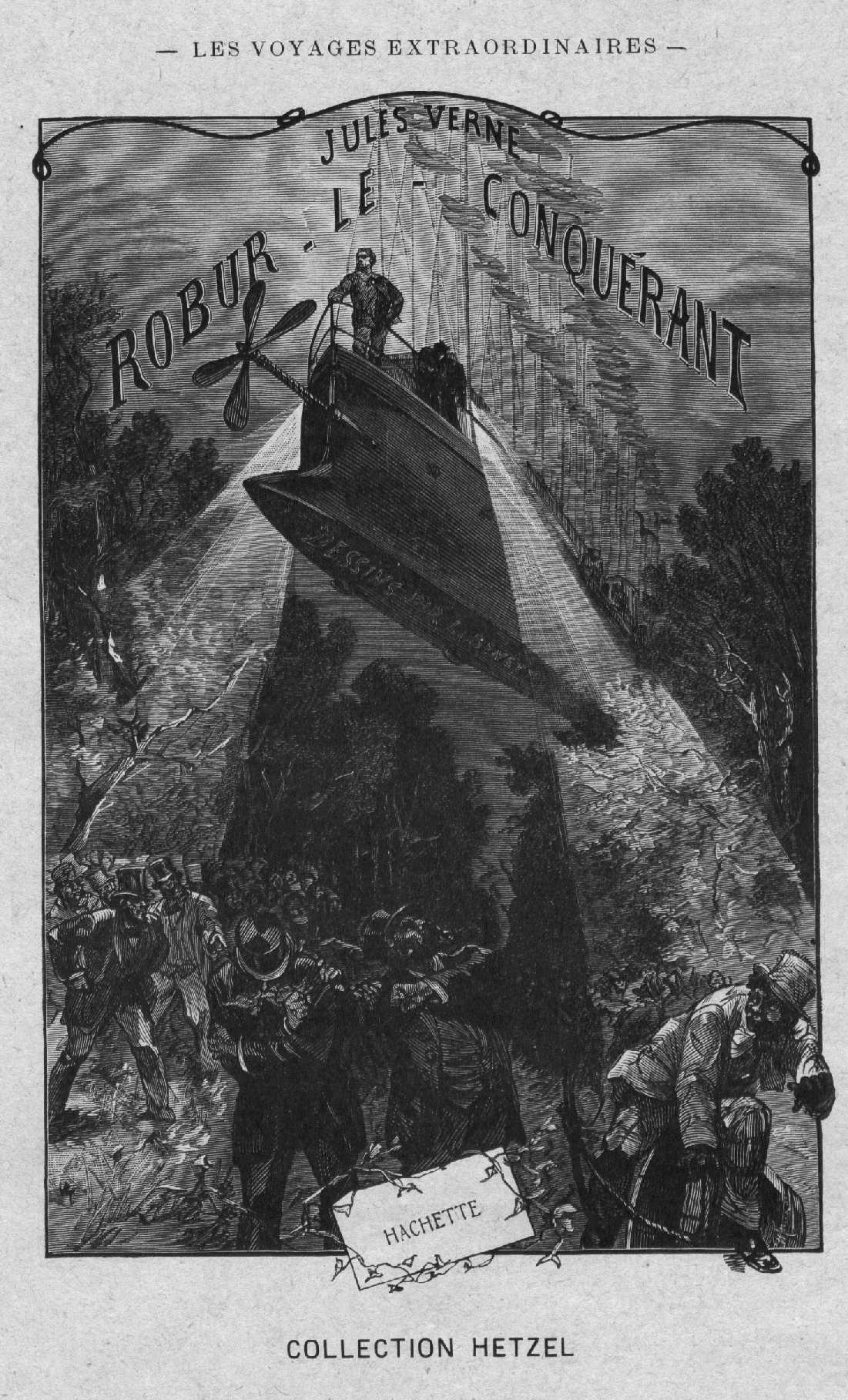
Robur de Veroveraar

Veel van Vernes romans kunnen worden beschouwd als populairwetenschappelijke aardrijkskunde of natuurkunde verpakt in een spannend avontuur. De vaardigheden van ingenieur Cyrus Smith in Het geheimzinnige eiland hebben niet ten doel het leven van de kolonisten te redden, maar zijn een praktische les in natuur- en scheikunde. Professor Lidenbrock in Naar het middelpunt der aarde onderneemt geen expeditie om wetenschappelijk onderzoek te verrichten, maar om een populaire uiteenzetting van de geologie te geven. En de boosaardige ingenieur uit Robur de veroveraar gebruikt zijn helikopter niet om de president en de secretaris van de ballonvaardersclub te ontvoeren, maar om de lezer in te wijden in de aerodynamica.
De boeken bevatten ook een volwassen humor, zoals in De reis om de wereld in 80 dagen wanneer inspecteur Fix van de consul in Suez te horen krijgt:
“De paspoorten dienen immers nergens anders toe dan om een fatsoenlijk man in zijn bewegingen te hinderen en een schurk bij zijn vlucht behulpzaam te zijn!”

## Esperanto
Verne was geïnteresseerd in vele uiteenlopende onderwerpen, waaronder Esperanto. Het boek met als voorlopige titel Voyage d´études (Studiereis) (ongepubliceerd tot 1993) bevat 50 bladzijden over Esperanto. Daar zegt een van zijn helden: “Esperanto is het zekerste en snelste voertuig naar beschaving.” En hij zei aan zijn volgelingen: “De sleutel tot een gemeenschappelijke taal, verloren in de Toren van Babel, kan worden gevonden in het gebruik van het Esperanto.” Het boek - waaruit elke herinnering aan het Esperanto is verdwenen - zou worden voltooid door zijn zoon. Het kreeg als titel L'étonnante aventure de la mission Barsac (1920).

## Waardering

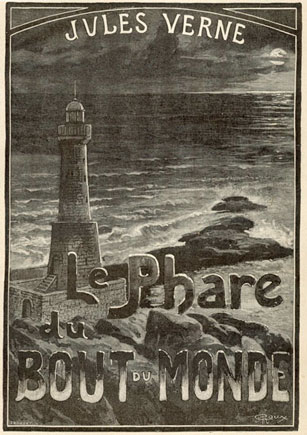
De vuurtoren aan het einde van de wereld wordt beschouwd als een van de beste romans van Vernes literaire toneel.

De ontvangst van zijn verhalen door publiek en medeauteurs was enthousiast. Maar bij de literatoren verloor Verne langzaam aan achting door het grote commercieel succes van zijn werk. Hij werd niet toegelaten tot de Académie française, wat hij als een grote teleurstelling onderging. In de twintigste eeuw nam de waardering in zijn geboorteland echter sterk toe onder avant-garde schrijvers en critici. Zijn boek Reis naar het middelpunt der aarde werd op een leeslijst voor een wetenschappelijke opleiding geplaatst. In Engeland was de acceptatie aanvankelijk trager. Daar werd hij meer als een schrijver van jongensboeken gezien, wat mede te wijten was aan de onhandige vertalingen. De belangstelling voor het ontdekkingswerk van Verne is nog altijd duidelijk aanwezig, gezien de nieuwe uitgaven en de bestaande, Jules Verne-genootschappen, onder meer in Nederland.

### Korte verhalen
- 1851 Un drame dans les airs / Un voyage en ballon; (Ned. vert.: Een drama in de lucht / Een treurspel in de wolken)
- 1852 Martin Paz; (Ned. vert.: Martin Paz)
- 1854 Maître Zacharias ou l'horloger qui avait perdu son âme; (Ned. vert.: Meester Zacharias)
- 1874 Une fantaisie du docteur Ox; (Ned. vert.: 1881 Dokter Ox)
- 1879 Les révoltés de la Bounty; (Ned. vert.: De muiterij op de Bounty)
- 1886 Frit-Flac; (Ned. vert.: Frritt Flakk)
- 1887 Gil Braltar; (Ned. vert.: Gil Braltar)
- 1891 La journée d'un journaliste Américain en 2890; (Ned. vert.: 1945 Een dagblad in de 29e eeuw)
- 1910 Hier et demain (6 korte verhalen); (Ned. vert.: 1910 en 1983 bestaande uit:
  - Op bezoek in de toekomst
  - De avonturen van de familie Raton
  - Meneer Ré-Dièze en juffrouw Mi-Bémol
  - Het noodlot van Jean Morénas
  - De humbug
  - De eeuwige Adam)

### Toneelstuk
- 1882 Voyage à travers l'impossible (Ned. vert.: 2007 De reis door het onmogelijke)

## Secundaire literatuur
- Eddy Franquinet: Jules Verne, zijn persoon en zijn werk. Eindhoven: De Pelgrim, 1942-1943.
- Eddy Franquinet: Jules Verne en zijn Wonderreizen. Zeist: De Haan, 1964.
- Peter Costello: Jules Verne. De man die de toekomst uitvond. Utrecht [etc.]: Het Spectrum, 1979.
- Inleiding door Marcel Baudet in Jules Verne's Meester Zacharias en de eeuwige Adam. Meppel [etc.]: Boom, 1978.
- Kees Waij en Frits Roest: Jules Verne Bibliografie. Jules Verne Genootschap, 2007.
- Guus Luijters en leden van Jules Verne Genootschap: In de ban van Jules Verne. Soesterberg: Aspekt, 2005.
- Karol van Bastelaar: De Jules Verne Gids. Rijswijk: Elmar, 2005

## Afbeeldingen

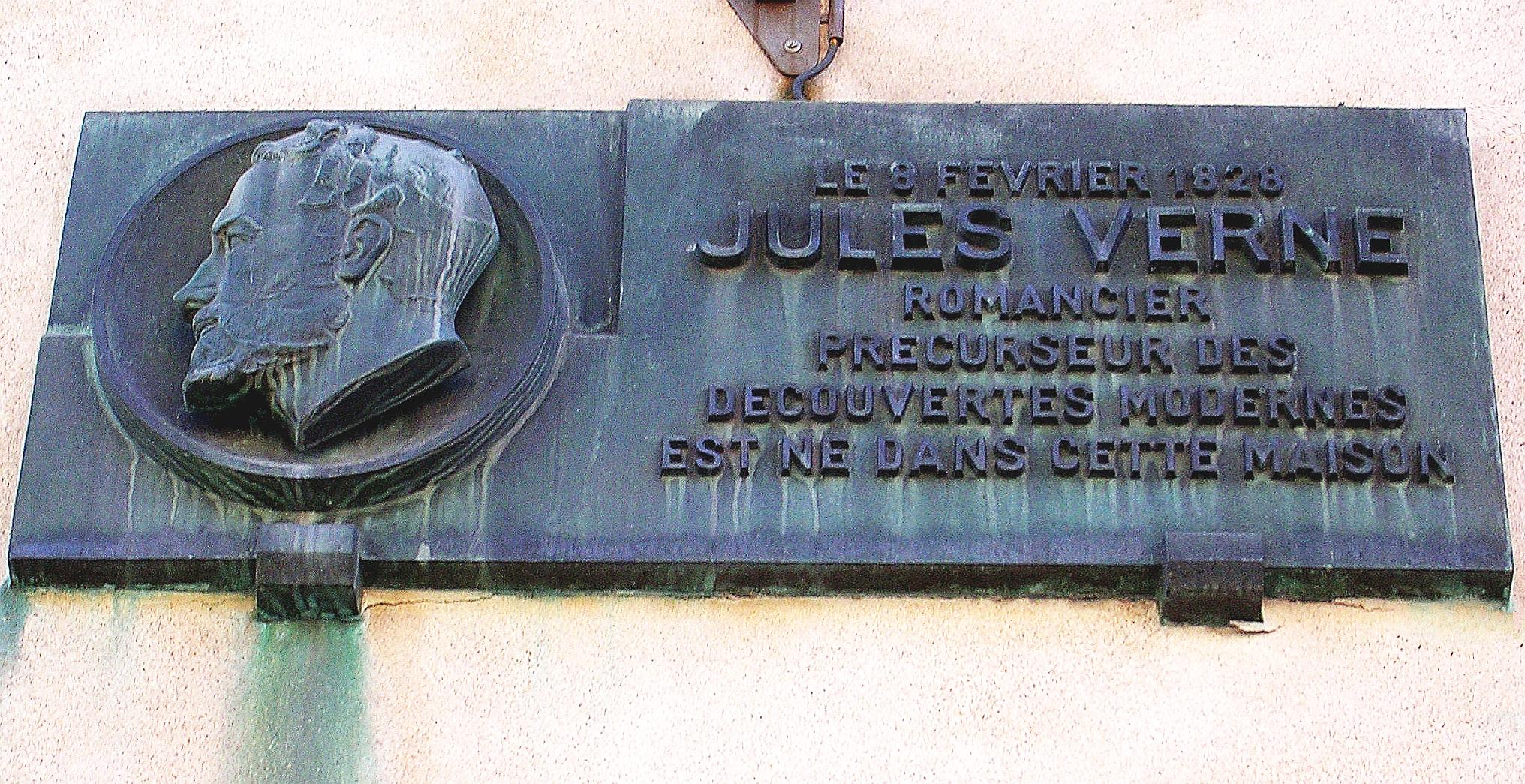
Plaquette op het geboortehuis van Jules Verne
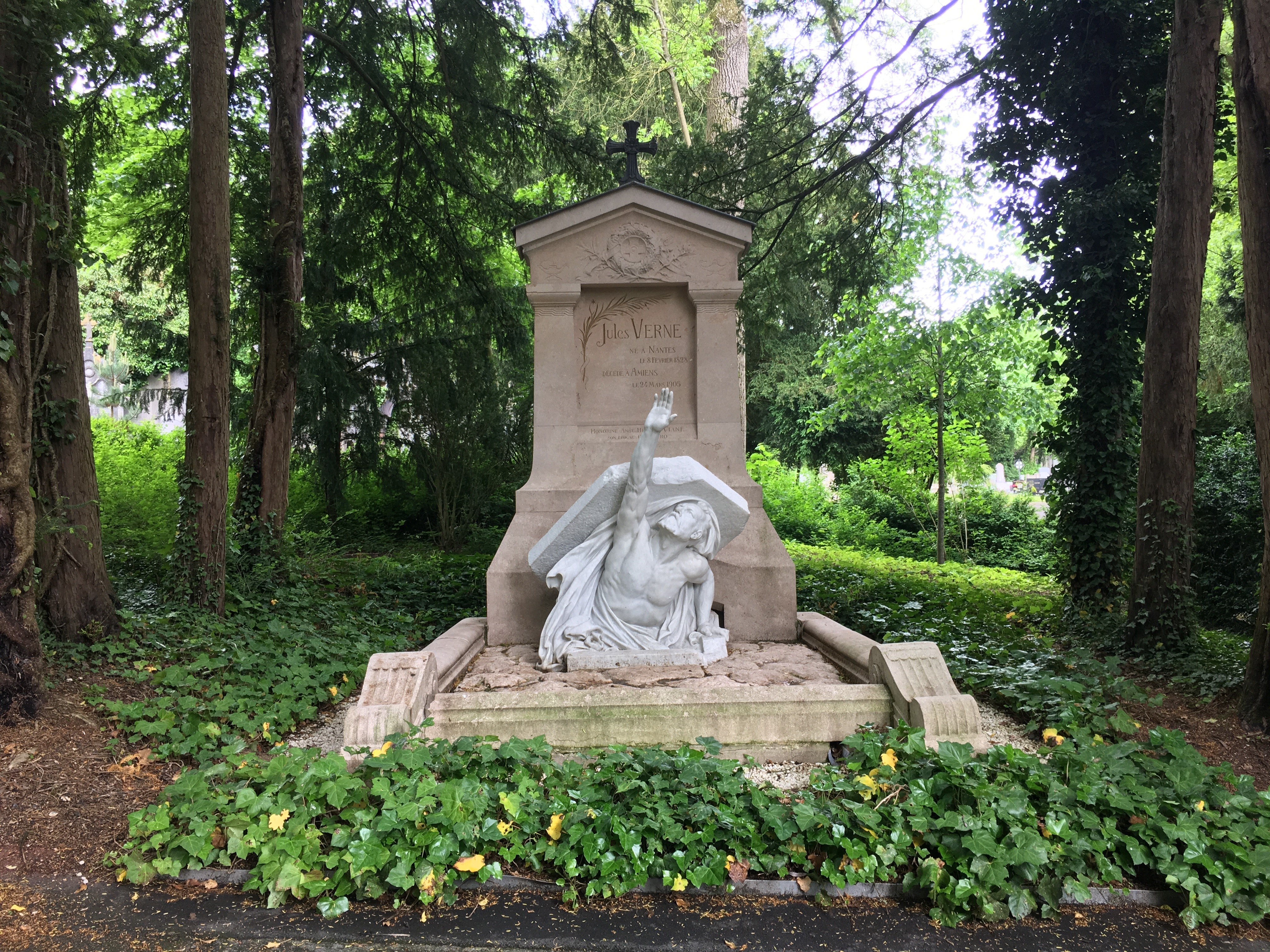
Graf van Jules Verne
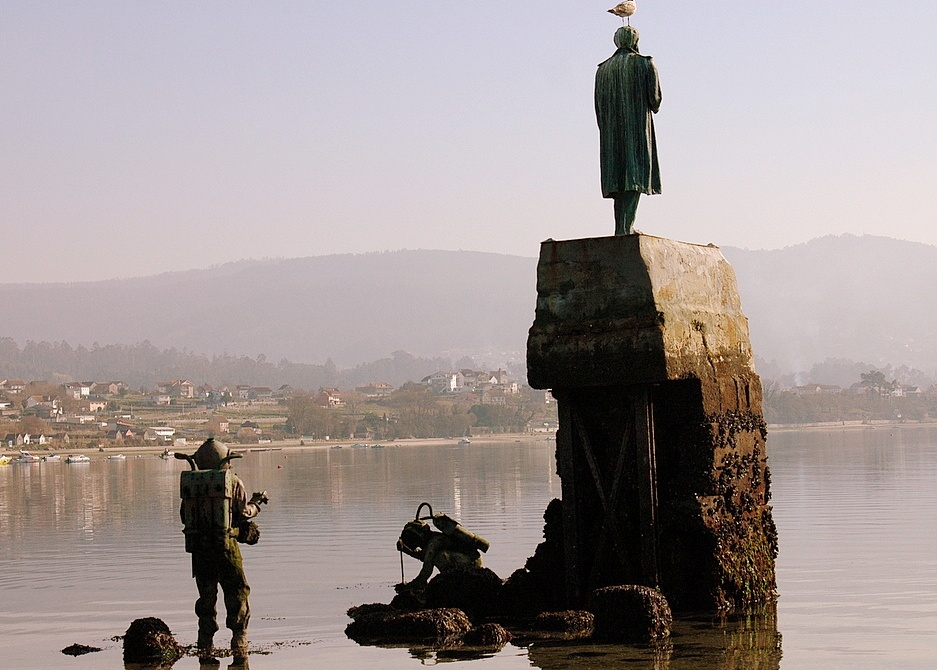
Het kapitein Nemo monument in Redondela, Spanje
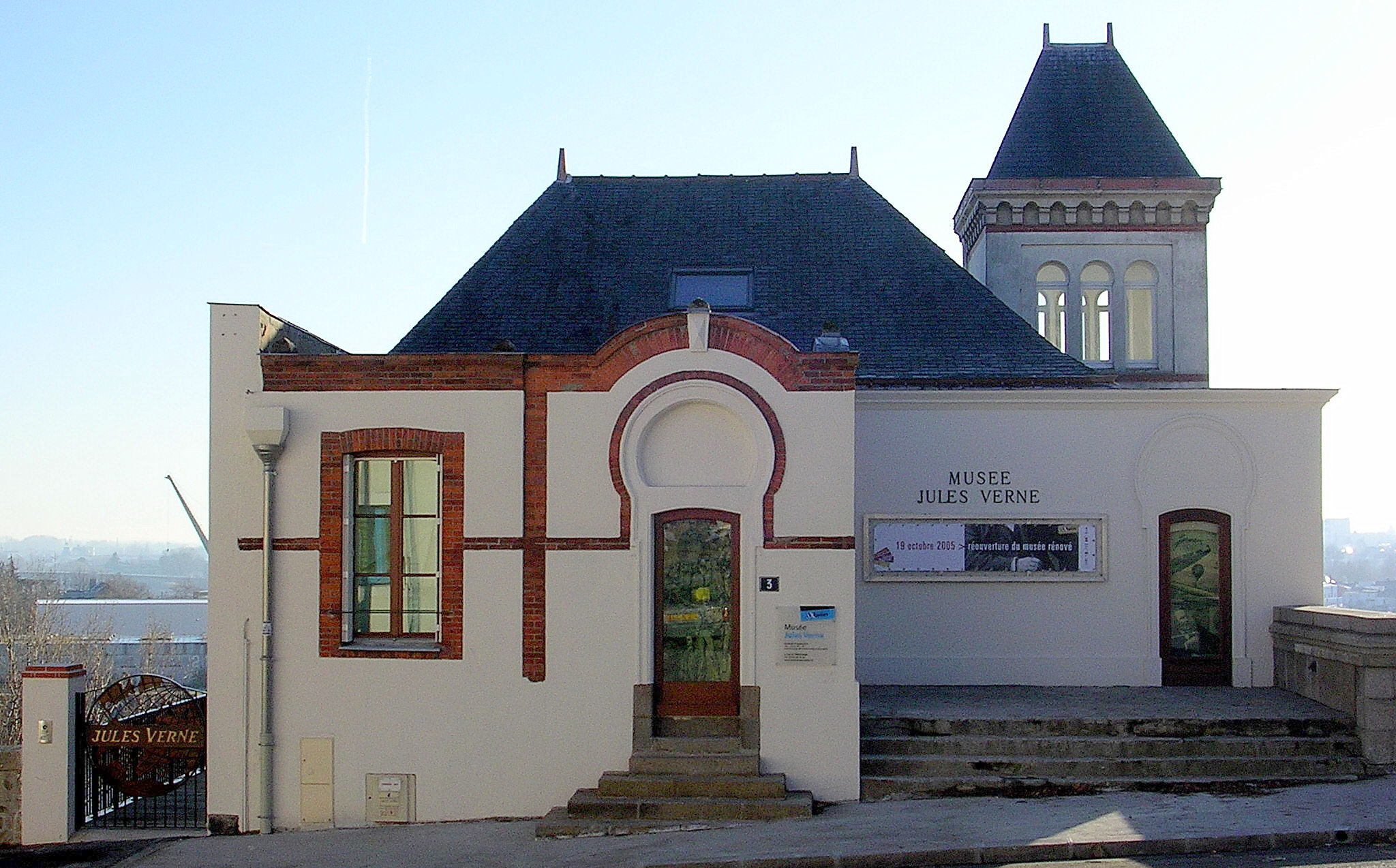
Musée Jules Verne in Nantes